# Barbă Roșie
Barbă Roșie (赤ひげ Akahige?) este un film japonez din 1965 regizat de Akira Kurosawa după un scenariu inspirat din romanul Akahige shinryōtan (赤ひげ診療譚, „Tratamentul medical al lui Barbă Roșie”) al lui Shūgorō Yamamoto.
Acțiunea filmului are loc în Koishikawa, un district al orașului Edo (fostul nume al capitalei japoneze Tokyo), la începutul secolului al XIX-lea, la sfârșitul perioadei Tokugawa. Protagonistul filmului este tânărul și arogantul medic Noboru Yasumoto (interpretat de Yūzō Kayama), care, după trei ani de studii la o școală medicală olandeză din Nagasaki, aspiră la statutul de medic personal al shogunului, dar este repartizat ca medic intern într-un spital pentru săraci condus autoritar de dr. Kyojō Niide, poreclit „Barbă Roșie” (interpretat de Toshirō Mifune). Acolo ia contact cu boala, suferința și moartea și, sub influența intimidantă a lui „Barbă Roșie”, suferă o transformare morală și reușește să înțeleagă menirea profesiei de medic. Filmul examinează problema nedreptății sociale și pune accentul pe confruntarea morală între dorința de succes a tânărului medic și altruismul și umanitarismul medicului mai experimentat.
Barbă Roșie a fost un film foarte scump (costul realizării sale s-a ridicat la 700.000 de dolari, adică de aproximativ 10 ori costul obișnuit al unui film japonez din acea vreme) și a fost produs pe parcursul a doi ani, situație fără precedent pe atunci în cinematografia japoneză. Prelungirea filmărilor a cauzat însă o ruptură între Akira Kurosawa și Toshirō Mifune, care au întrerupt colaborarea după 16 filme realizate împreună. Unii critici au considerat acest film un apogeu al creației lui Kurosawa în care cineastul celebrează compasiunea, altruismul și bunătatea, în timp ce alți critici au fost dezamăgiți de didacticismul poveștii și de împărțirea filmului în mai multe viniete. Cu toate acestea, Barbă Roșie a obținut numeroase premii la festivalurile naționale și internaționale și a fost filmul cu cele mai mari încasări în Japonia în anul 1965.
În ciuda succesului filmului, compania de producție Toho nu și-a manifestat dorința de a mai finanța un film al lui Kurosawa. A urmat o pauză de cinci ani în cariera cineastului până în 1970, când a fost lansat filmul Dodes'ka-den (1970).
Succesul comercial și critic al acestui film a făcut ca reputația de cineast a lui Kurosawa să atingă apogeul. Barbă Roșie este considerat în prezent o capodoperă cinematografică, fiind, alături de Rashomon (1950), Ikiru (1952) și Cei șapte samurai (1954), unul dintre cele mai bune filme realizate de Kurosawa. El marchează în același timp sfârșitul unei perioade de creație în cariera cineastului, fiind ultimul film alb-negru și ultimul film în care a colaborat cu Toshirō Mifune.

## Rezumat
Provenit dintr-o familie înstărită și instruit timp de trei ani într-o școală medicală olandeză din Nagasaki, tânărul medic Noboru Yasumoto aspiră la statutul de medic personal al shogunului, poziție deținută în prezent de un apropiat al familiei sale; tatăl său este, de asemenea, un medic competent și cu o bună reputație. Yasumoto crede că ar trebui să ocupe un loc privilegiat în ierarhia medicală a orașului, care să-i permită să progreseze până la rangul dorit. Tatăl său îl trimite să viziteze un spital pentru săraci din Koishikawa, un district al orașului Edo (fostul nume al capitalei japoneze Tokyo), iar tânărul medic este șocat să afle că a fost repartizat acolo ca medic intern. Mizeria și suferința umană întâlnite în acel spital îl îngrozește.
Yasumoto crede că postul în care a fost repartizat este inferior pregătirii sale și se răzvrătește, încercând să provoace mânia directorului spitalului, autoritarul dr. Kyojō Niide, poreclit Akahige („Barbă Roșie”), pentru a fi concediat. Astfel, el încalcă în mod deliberat regulile spitalului: refuză să poarte uniforma, consumă băuturi alcoolice și pătrunde într-o zonă restricționată, unde era internată o pacientă frumoasă, dar nebună. Fata reușește să evadeze din pavilionul unde era ținută sub pază, pătrunde în camera lui Yasumoto, îl seduce și încearcă să-l ucidă, dar este oprită în ultimul moment de „Barbă Roșie”, care apare chiar atunci.
Umilit, dar și impresionat, tânărul medic începe să manifeste interes față de activitatea desfășurată în spital și ia contact cu realitățile medicale pe care le cunoscuse până atunci doar din cărți. Pentru a-l familiariza cu boala, cu durerea și cu moartea, medicul în vârstă îl obligă pe stagiarul Yasumoto să urmărească cu atenție ultimele clipe de viață ale unui muribund și să asiste la o operație sângeroasă. Dr. Niide pare un director sever, chiar tiranic, dar în realitate este un medic înțelept și plin de compasiune față de pacienții săi. În opinia sa, scopul vieții omului trebuie să fie ajutorarea semenilor săi; convingerea lui „Barbă Roșie” este că bunătatea naște bunătate, iar răutatea naște răutate. Cauza principală a bolii o constituie, potrivit dr. Niide, sărăcia, care este întâlnită ori de câte ori medicii ies în afara clinicii și pentru care nu există cu adevărat remedii. Directorul spitalului își dedică astfel toate eforturile vindecării pacienților săi, încercând să combată în măsura posibilităților sărăcia și mizeria. În perioada următoare Yasumoto cunoaște povestea câtorva dintre pacienții clinicii. Unul dintre ei este Rokusuke, un muribund cu o suferință ascunsă care este dezvăluită abia atunci când apare fiica sa cumplit de nefericită, pe care dr. Niide o ajută să scape de închisoare. Un altul este Sahachi, un bărbat cunoscut pentru generozitatea față de vecinii săi, care ascunde o relație tragică cu o femeie al cărei cadavru este descoperit în urma unei alunecări de teren. Experiențele cu care Yasumoto ia contact direct îl fac să înțeleagă că medicina este mai mult decât o carieră profesională care aduce bani și un statut social superior.
Cu ocazia vizitării unui bordel local infestat de sifilis, „Barbă Roșie” salvează o fetiță bolnavă care era ținută acolo cu forța, iar micuța Otoyo, în vârstă de doar doisprezece ani, devine primul pacient al tânărului medic. Prin eforturile sale de a vindeca fata traumatizată, Yasumoto începe să înțeleagă amploarea cruzimii și suferinței din jurul lui, precum și puterea sa de a ușura acea suferință, și ajunge să-și regrete vanitatea și egoismul. Când Yasumoto însuși se îmbolnăvește, este îngrijit cu grijă și afecțiune tocmai de Otoyo. Fetița devine treptat un membru al personalului clinicii și se împrietenește cu Choji, un băiețel sărac care fura mâncare din spital pentru a-și hrăni familia. În cele din urmă, membrii familiei lui Choji înghit otravă pentru a scăpa de sărăcie, iar medicii depun eforturi să-i readucă la viață.
Prin observarea compasiunii doctorului Niide și prin tratarea unor pacienți săraci, dr. Yasumoto află sensul adevărat al profesiei de medic și înțelege că salvarea vieții pacienților este mai importantă pentru un medic decât bogăția sau statutul social. La nunta sa, tânărul medic își surprinde familia și viitoarea soție prin hotărârea sa de a rămâne să lucreze în spitalul pentru săraci, în ciuda recentei numiri ca medic la curtea shogunului.

## Distribuție
- Toshiro Mifune - dr. Kyojō Niide (新出 去定 Niide Kyojo?), cunoscut, de asemenea, ca „Barbă Roșie” (Akahige), directorul spitalului Koishikawa[9]
- Yūzō Kayama - dr. Noboru Yasumoto (保本 登 Yasumoto Noboru?), noul medic intern[9]
- Tsutomu Yamazaki - rotarul Sahachi (佐八?), pacient grav bolnav[9]
- Reiko Dan - infirmiera Osugi (お杉?), păzitoarea „călugăriței”[9]
- Miyuki Kuwano - Onaka (おなか?), fosta soție a lui Sahachi[9]
- Kyōko Kagawa - „Călugărița”, fiica unui negustor, o pacientă nebună care îi omoară pe bărbații pe care-i seduce[9][39]
- Tatsuyoshi Ehara - dr. Genzo Tsugawa (津川 玄三 Tsugawa Genzo?), medicul intern înlocuit[9]
- Terumi Niki - Otoyo (おとよ?), fetița salvată dintr-un bordel de dr. Niide[9]
- Akemi Negishi - Okuni (おくに?), fiica înstrăinată a lui Rokusuke[9]
- Yoshio Tsuchiya - dr. Handayu Mori (森 半太夫 Mori Handayu?)[9]
- Eijirō Tōno - Goheiji, proprietarul caselor din apropierea spitalului[9]
- Takashi Shimura - bătrânul negustor Tokubei Izumiya, un bolnav bogat[9][19]
- Chishū Ryū - dl. Yasumoto, tatăl lui Noboru[9][59]
- Kinuyo Tanaka - dna. Yasumoto, mama lui Noboru[9][59]
- Eijirō Yanagi - tatăl pacientei nebune[9]
- Kōji Mitsui - Heikichi, vecinul lui Sahachi[9]
- Haruko Sugimura - Kin, matroana egoistă și vicioasă a unui bordel local[9][59]
- Kō Nishimura - infirmierul șef[9]
- Nobuo Chiba - nobilul Ichi Mamoru Matsudaira[9]
- Kamatari Fujiwara - muribundul Makie Rokusuke, fost bijutier[9]
- Ken Mitsuda - dr. Genpaku Amano, medicul personal al shogunului[9]
- Yōko Fujiyama - Chigusa, fosta logodnică a dr. Noboru Yasumoto, fiica dr. Amano[9]
- Yōko Naitō - Masae, sora mai mică a Chigusei[9]
- Yoshitaka Zushi - Choji (長次?), poreclit Chobo, un băiețel hoț[9]
- Kin Sugai - mama lui Choji[9]
- Bokuzen Hidari - pacient[9]
- Atsushi Watanabe - pacient[9]

## Producție

### Contextul realizării filmului
Industria cinematografică japoneză intrase într-o perioadă de declin la începutul anilor 1960: tânăra generație de spectatori prefera filmele americane, în timp ce spectatorii mai în vârstă nu mai mergeau la cinematograf și vizionau filmele prezentate la televizor. Filmele produse de compania Toho și de celelalte studiouri majore japoneze pierduseră competiția cu filmele americane: astfel, în timp ce studiourile de la Hollywood produceau filme cu James Bond, compania Toho realiza filme minore cu spioni precum seria „Poliția Secretă Internațională” cu Tatsuya Mihashi.
Succesul filmelor americane determinase o schimbare a gusturilor publicului japonez, care se occidentalizaseră. Spectatorii japonezi nu mai erau interesați ca până atunci de filmele jidaigeki cu samurai și de comediile amuzante din ultimul deceniu, iar influența muzicii pop-rock și a modei vestimentare europene era în creștere. Tinerii cineaști japonezi au început să realizeze filme influențate puternic de Noul Val Francez. În acest context cultural-politic, Kurosawa a crezut că un film ca Barbă Roșie care prezenta povestea autorealizării unui tânăr medic, criticând în același timp sistemul claselor sociale și atitudinea egoistă, ar putea fi pe gustul generației moderne. „Aveam ceva deosebit în minte atunci când am făcut acest film [Barbă Roșie - n.n.] pentru că am vrut să fac ceva pe care publicul meu ar fi vrut să-l vadă, ceva atât de magnific pe care oamenii ar fi trebuit neapărat să-l vadă”, mărturisea cineastul japonez.

### Scenariul

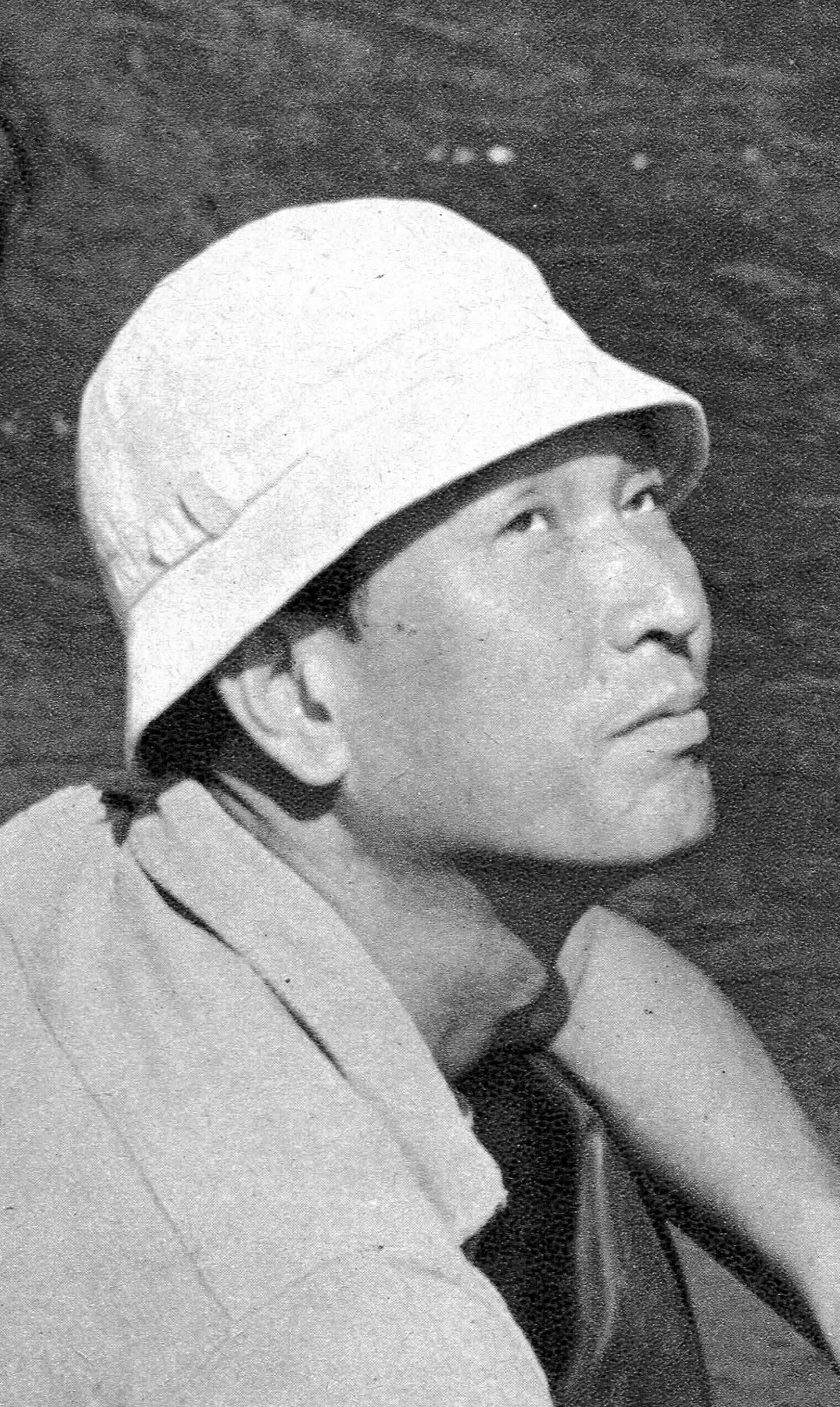
Akira Kurosawa pe platoul de filmare al filmului Cei șapte samurai. Fotografie din 1953.

După terminarea filmului Sanjuro (1962), Kurosawa a început să caute un subiect pentru un viitor film și a dat mai mult din întâmplare peste un alt roman al lui Shūgorō Yamamoto. I-a plăcut subiectul și s-a gândit să ecranizeze cartea. Yamamoto s-a opus ecranizării scrierilor sale, iar Kurosawa a trebuit să insiste pentru a obține acordul scriitorului.
Scenariul filmului, scris de Kurosawa împreună cu Masato Ide (la prima colaborare cu Kurosawa), Hideo Oguni și Ryūzō Kikushima, a fost inspirat doar parțial din romanul Akahige shinryōtan (赤ひげ診療譚, „Tratamentul medical al lui Barbă Roșie”) al lui Shūgorō Yamamoto și are, potrivit istoricului Stuart Galbraith IV, puține asemănări cu sursa de inspirație originară. În timpul scrierii scenariului Yamamoto l-a prevenit pe Kurosawa că personajul eponim are „o rană adâncă în sufletul său”; cineastul a reținut această idee, iar rezultatul a fost peste așteptările romancierului care a lăudat filmul, considerându-l „mai interesant decât romanul”. Cineastul a adaptat romanul lui Yamamoto, dar a adăugat, de asemenea, elemente din scrierile lui Feodor Dostoievski. Astfel, spre exemplu, fetița Otoyo, un personaj important al filmului, nici măcar nu apare în cartea lui Yamamoto și a fost inspirată de personajul Nelli din romanul dostoievskian Umiliți și obidiți (1861). Un alt personaj tipic dostoievskian este Sahachi, cel care încearcă să-și răscumpere păcatul de a fi provocat suferința femeii pe care o iubea și pe a bărbatului cu care ea se căsătorise prin dedicarea vieții sale pentru bunăstarea celorlalți. Tema etică a filmului Barbă Roșie: sacrificiul voluntar al medicului pentru vindecarea persoanelor vulnerabile este un imperativ social extras din filozofia lui Dostoievski, imperativ care, după visează Ippolit Terentiev în romanul Idiotul (1869), „vă va stăpâni toată viața și vă poate umple întreaga viață”. În opinia profesorului Stephen Prince, privirea bolii ca o deteriorare atât a stării fizice, cât și a stării morale și spirituale „plasează filmul mult mai profund în tradiția dostoievskiană decât imitația fidelă a romanului Idiotul.
Kurosawa nu s-a limitat doar să dramatizeze romanul lui Shūgorō Yamamoto, ci a adăugat filmului propriile sale opinii cu privire la realitatea contemporană a Japoniei: „Cred că realitatea cruntă pe care o descriu în Barbă Roșie este exact cea a Japoniei de astăzi. Cum se explică contrastul, discrepanța dintre ceea ce se vede - prosperitatea aparentă - și realitatea profundă? Desigur, dacă te uiți doar la expansiunea economică din ultimii ani, toată mizeria oamenilor este evitată sau ascunsă. Oamenii nu mai cred în politică sau în administrație. Expansiunea economică nu va dura. Prosperitatea actuală se bazează pe mizerie și se va prăbuși”. Această stare de pesimism și de distanțare față de lumea contemporană este vizibilă într-o mai mare măsură în următoarele sale filme, în care se observă o refugiere a cineastului în spații mitice sau în trecut.
Filmul urma inițial să fie regizat de Hiromichi Horikawa, fostul asistent al lui Kurosawa, pe care compania Toho îl promovase în 1955 în funcția de regizor principal, dar Kurosawa a devenit tot mai atras de poveste și de personaje și a decis să regizeze el filmul, așa cum procedase și în cazul filmului Sanjuro (1962), inspirat tot dintr-un roman al lui Yamamoto.
Scrierea scenariului a fost finalizată la începutul lui iulie 1963, la aproape patru luni de la premiera filmului Tengoku to Jigoku. Câțiva regizori asistenți ai lui Kurosawa, care au citit adaptarea romanului, au crezut că viitorul film putea fi considerat un răspuns la starea actuală a industriei cinematografice japoneze și că avea potențialul de a-i scoate din case pe spectatorii autohtoni pentru a merge la cinematograf.

### Pregătirea filmărilor
Kurosawa a revenit plin de entuziasm în studiourile companiei Toho la 15 iulie 1963 și a început să pregătească realizarea noului film. În ziua următoare i-a angajat pe operatorii Asakazu Nakai și Takao Saitō, cu care colabora de peste 15 ani. Scenograful Yoshirō Muraki, un alt colaborator vechi al cineastului, a fost însărcinat cu proiectarea și construirea decorurilor filmului Barbă Roșie. Până la sfârșitul lunii Muraki și echipa sa au cercetat arhitectura și designul interior al clinicilor medicale japoneze din secolele al XVIII-lea și al XIX-lea; clădirile spitalului au fost construite apoi, timp de câteva săptămâni, pe platoul de filmare cunoscut ca „Ferma deschisă”, care fusese folosit anterior în filmele Yojimbo (1961) și Sanjuro (1962).
Scenografii au creat practic un întreg oraș pe platoul de filmare, cu alei interioare și străzi lăturalnice (unele din acestea nici măcar nu apar în film). Clinica din film a fost modelată după o clinică reală din Koishikawa, care fusese construită în 1722. Din moment ce clădirile aveau o vechime de peste 100 de ani în momentul în care se petrecea acțiunea filmului, Kurosawa a dorit ca decorul să fie cât mai autentic și fiecare obiect de recuzită să pară folosit. Acoperișurile cu țiglă au fost luate de la clădiri mai vechi de 100 de ani. Poarta de la intrare și gardul spitalului au fost construite din lemn îmbătrânit pe care Kurosawa îl găsise în depozitele companiei de producției și după două-trei ploi a dobândit patina timpului; poarta a fost remontată ulterior la intrarea în cinematograful unde a avut loc premiera filmului. Un cufăr a fost vopsit de mai multe ori până când regizorul a fost mulțumit, iar cele 40 de costume vechi, donate de un fermier bătrân din prefectura Akita, au trebuit să fie purtate de actori și spălate cât mai des până la începerea filmărilor. Decorurile au avut scopul de a reconstitui mediul social din acea perioadă istorică, nefiind folosite pentru a impresiona publicul (precum în cazul filmului Căderea Imperiului Roman), aducând filmului un aer de autenticitate, susținea criticul Donald Richie.
Un alt element care trebuia să pară real era barba stufoasă a personajului principal. Mifune și-a lăsat barba să crească cu trei luni înaintea începerii filmărilor. Au fost purtate discuții îndelungate cu privire la lungimea și culoarea potrivită a bărbii și au fost filmate numeroase probe în care barba lui Mifune era vopsită în diferite nuanțe de culori, fără ca regizorul să fie mulțumit. Unii au sugerat ca barba să conțină și fire albe, iar această sugestie a creat o mai mare confuzie. Au fost încercați mai mulți coloranți, inclusiv peroxidul de hidrogen, iar în cele din urmă a fost ales un decolorant pe bază de ulei, care avea un miros înțepător. Sătul de atâtea teste, Mifune a suportat acel miros.
Cu câteva zile înainte de începerea filmărilor aproximativ 100 de ziariști au participat la un tur al platoului de filmare și au realizat fotografii publicitare cu interpreții îmbrăcați în costume. Participanții au părut încântați și uimiți de ceea ce au văzut, un eveniment pentru presă de o asemenea amploare nemaiavând loc până atunci în Japonia.

### Alegerea actorilor

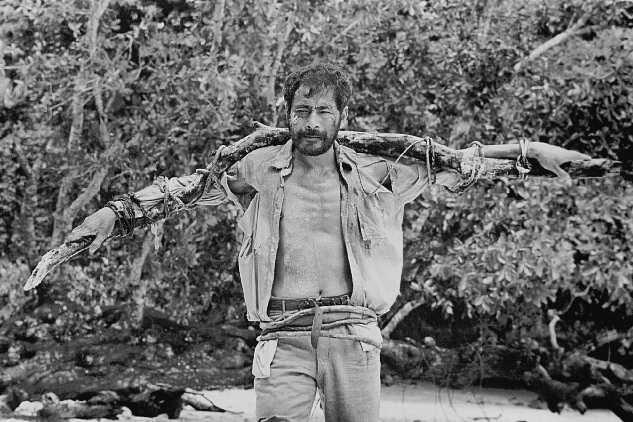
Toshirō Mifune cu barbă în filmul american Hell in the Pacific (1968).

Selectarea actorilor a început la sfârșitul lunii iulie și începutul lunii august. Rolurile principale fuseseră atribuite încă de la început lui Toshirō Mifune (dr. Kyojō Niide, poreclit „Barbă Roșie”) și Yūzō Kayama (dr. Noboru Yasumoto), care apăruseră împreună în filmul Sanjuro (1962). Mifune a fost atras de acest rol și și-a descris personajul astfel: „Este un om interesant. [...] Are trupul unui bărbat de 40 de ani, dar mintea sa este a cuiva de 60 sau 70 de ani. Nimeni nu știe cu adevărat câți ani are. El nu are vârstă”. În timp ce Mifune era o vedetă consacrată care domina afișele filmelor încă de la începutul anilor 1950, Kayama se afirmase rapid în ultimii ani și devenise un idol al tineretului japonez. Amândoi aveau potențialul de a atrage publicul japonez în sălile de cinema, dar atenția publicului se îndrepta mai ales către Kayama, a cărui popularitate o depășise deja pe cea a lui Mifune. Tânărul Kayama a acceptat rolul principal din Barbă Roșie, în ciuda faptului că avea un program foarte încărcat: a jucat în șase filme în 1963 și a avut mai multe concerte pe parcursul acelui an. Prezența lui a asigurat un public substanțial pentru viitorul film.
Unii actori ca Akemi Negishi, Yoshio Tsuchiya, Eijirō Tōno, Takashi Shimura, Kamatari Fujiwara, Bokuzen Hidari și Atsushi Watanabe erau interpreți obișnuiți în filmele lui Kurosawa, în timp ce alți actori erau cunoscuți din filmele altor cineaști: Chishū Ryū și Haruko Sugimura apăreau frecvent în filmele lui Yasujirō Ozu, iar Kinuyo Tanaka era asociată cu filmele lui Kenji Mizoguchi.
Atribuirea altor roluri a fost mai dificilă. Alegerea lui Tsutomu Yamazaki ca interpret al muribundului Sahachi, care-i impresionează pe ceilalți prin generozitatea sa, a fost considerată surprinzătoare. Aspectul robust al actorului l-a făcut să primească până atunci doar roluri de gangster, inclusiv rolul răpitorului de copii din filmul Tengoku to jigoku (1963) al lui Kurosawa. Deși era la origine actor de teatru, Yamazaki a dovedit un talent remarcabil de actor de film în Tengoku to jigoku și Barbă Roșie și a făcut să fie solicitat să joace în numeroase filme, obținând premii și elogii critice.

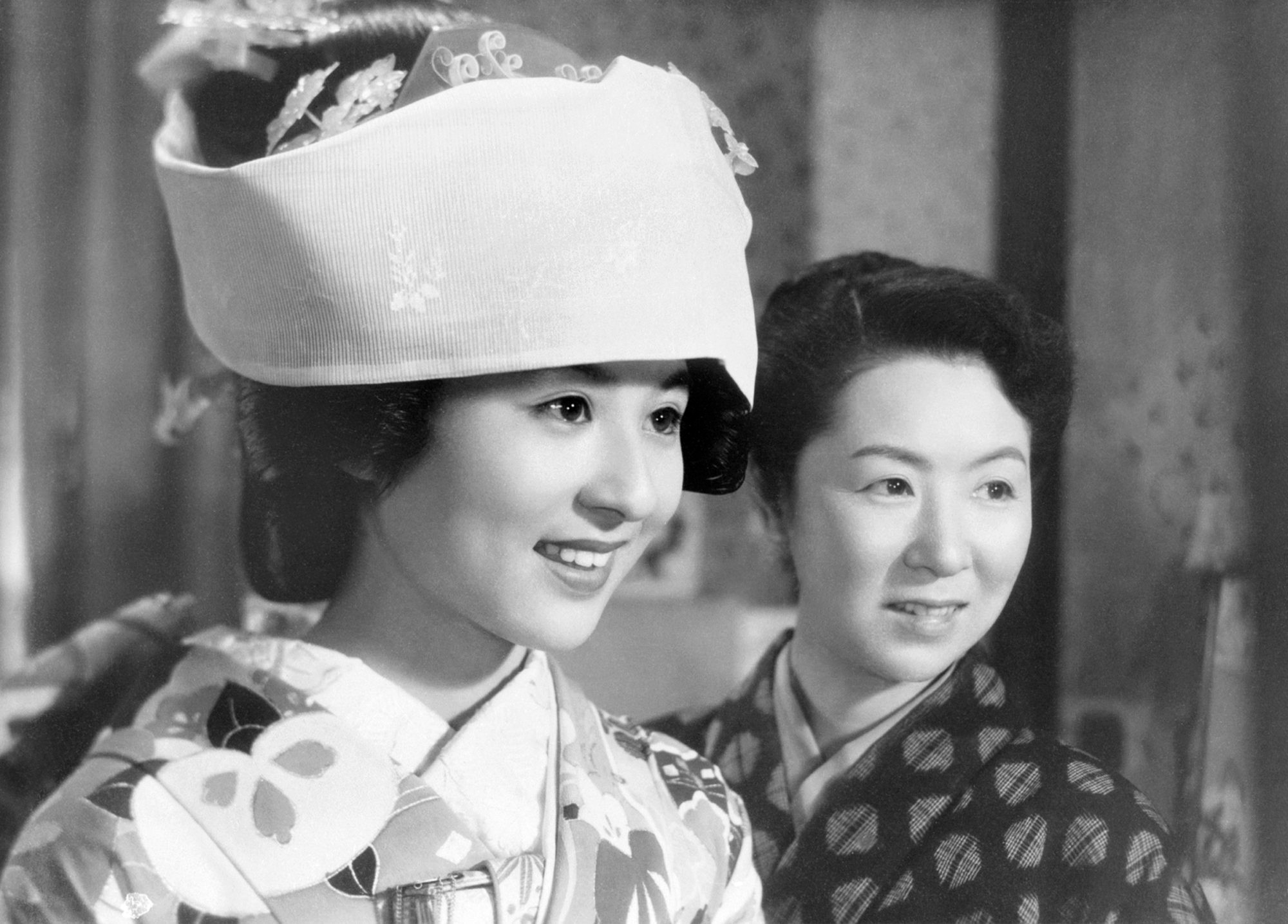
Actrițele Kyōko Kagawa și Kinuyo Tanaka (fotografie publicitară din 1952)

Kyōko Kagawa, care interpretase până atunci roluri de femei blânde și devotate, a primit rolul unei paciente nebune care încearcă să-l omoare pe Yasumoto în prima parte a filmului. Actrița a fost surprinsă de alegerea ei pentru acest rol și a vizitat mai multe clinici psihiatrice, încercând să-și însușească modul de vorbire al unei persoane bolnave mintal pentru a fi cât mai convingătoare și a atrage parțial simpatia publicului față de personaj. Într-o clinică mai mică a asistat la o conversație destul de prietenoasă între un medic și o pacientă și a observat că pacienta arăta și vorbea normal, dar tot ce spunea nu avea niciun sens; vizitele următoare au făcut-o să-și creeze în minte o imagine a genului de personaj pe care trebuia să-l interpreteze.
Alegerea actriței ce urma să interpreteze rolul Masae, viitoarea soție a lui Yasumoto, a fost, de asemenea, dificilă. La începutul lunii decembrie, când filmările urmau să înceapă, interpreta încă nu fusese găsită, iar Kurosawa și-a trimis asistenții să caute tinere talente în liceele din Tokio, știind că orice femeie care va juca alături de Yūzō Kayama va deveni imediat o vedetă; asistenții trebuiau să urmărească elevele care intrau în curtea liceelor la 7 dimineața și s-au temut să nu fie considerați răpitori și arestați. În cele din urmă a fost aleasă adolescenta Yōko Naitō, care apăruse pe coperta revistei Ribon.
Interpreții unor roluri cheie precum cele ale lui Otoyo și Choji au fost găsiți de Kurosawa în urma unor selecții naționale. Regizorul și-a trimis asistenții la companiile teatrale din Tokio, iar în septembrie 1963 a fost angajat micul Yoshitaka Zushi, în vârstă de 8 ani, ce provenea dintr-o familie de actori copii care frecventau studiourile cinematografice Takarazuka. Zushi, care jucase anterior rolul unui copil grav bolnav în filmul Mama (1963) al lui Kaneto Shindō, a fost ales pentru rolul micului Choji atât datorită spontaneității sale, cât și datorită staturii sale care sugera o vârstă mai mică decât cea pe care o avea în realitate. Câteva zile mai târziu a fost aleasă Terumi Niki pentru rolul fetiței Otoyo. Fetița era foarte timidă și a intrat tot mai mult în rol.

### Filmări
Filmările la Barbă Roșie erau programate să înceapă după o petrecere fastuoasă organizată la 9 decembrie 1963 și urmau inițial să se desfășoare pe o perioadă de 50 de zile. Câteva zile mai târziu, Kurosawa a participat, împreună cu regizorii Kajirō Yamamoto (mentorul său), Yasuki Chiba și Keisuke Kinoshita, la înmormântarea reputatului cineast Yasujirō Ozu, care decedase cu prilejul celei de-a 60-a aniversări, la 12 decembrie 1963.
În cele din urmă filmările au început la 21 decembrie 1963 cu o secvență de dragoste între Sahachi și Onaka, rememorată printr-un flashback al muribundului Sahachi. În prima zi de filmare Kurosawa a adunat pe platoul de filmare toți actorii și întreaga echipă de producție și le-a interpretat porțiunea „Odă bucuriei” din Simfonia a 9-a a lui Beethoven, spunându-le că așa ar trebui să se simtă spectatorii atunci când vor ieși din cinematografe după vizionarea filmului și că depinde doar de ei să le creeze această stare sufletească.
În ianuarie și februarie 1964 vremea a fost bună, iar cerul a rămas limpede, permițând continuarea filmărilor, iar regizorul a folosit chiar fulgi artificiali de zăpadă. În această periodă platoul de filmare a fost vizitat de starul american Kirk Douglas, care a fost impresionat de amploarea producției și de entuziasmul cineastului. Filmările au continuat pe tot parcursul anului 1964, iar scena în care Yasumoto este sedus și aproape ucis de pacienta nebună a fost filmată pe la mijlocul lunii iulie.
Barbă Roșie a fost un film foarte scump (costul realizării sale s-a ridicat la 700.000 de dolari, adică de aproximativ 10 ori costul obișnuit al unui film japonez din acea vreme) și a fost produs pe parcursul a doi ani, situație fără precedent pe atunci în cinematografia japoneză, depășind chiar durata de producție a filmului Cei șapte samurai (1954). Kurosawa era un perfecționist și solicita repetarea unei scene timp de 2-3 zile înainte a o filma de obicei într-o singură zi. Presiunea pusă de cineast pe interpretarea actorilor a fost imensă, după cum s-au plâns atât Mifune, cât și Kayama, iar regizorul obișnuia să plaseze chiar și cinci camere într-un spațiu îngust. Yūzō Kayama a afirmat că a muncit la acest film mai mult decât în toate celelalte filme ale sale la un loc. Cei doi interpreți principali au muncit în acest film până la epuizare, iar la sfârșitul lunii mai 1964 însuși Kurosawa a fost internat câteva săptămâni în spital din cauza extenuării.
Singura secvență de acțiune a filmului este o luptă a lui Barbă Roșie cu un grup de bandiți pentru salvarea lui Otoyo din bordel. Secvența fusese planificată inițial ca o luptă cu săbii, dirijată de Ryū Kuze, dar purtarea unei săbii de către un medic era un lucru neobișnuit așa că regizorul a decis ca medicul să lupte cu mâinile goale și, folosindu-și cunoștințele anatomice, să rupă oasele bandiților. În unele ocazii Kurosawa a introdus în film propriile sale experiențe de viață: astfel, crizele bruște de plâns ale fiicei sale, Kazuko, au inspirat secvența căderii nervoase suferite de Otoyo pe un pod.
Filmul a fost produs de companiile Toho și Kurosawa Production, fiind filmat pe o peliculă Eastman alb-negru (cu un format al imaginii de 2,35:1), prelucrată în laboratoarele Kinuta. Cineastul a filmat unele scene cu mai multe camere (de la două în majoritatea scenelor până la cinci în scena în care Barbă Roșie vorbește cu Okuni, fiica lui Rokusuke) și a folosit lentile de lungă distanță (de la 500 mm până la 750 mm în scena de pe pod în care apar Sahachi și Onaka). Folosirea lentilelor de lungă distanță a creat erori de percepție în două scene: scena în care Yasumoto îi spune infirmierei Oguni că nu are încredere în femei și în scena în care pacienta nebună întră în camera tânărului medic. În ambele scene există erori de percepție a distanțelor, care se observă atunci când se schimbă unghiul de filmare. Au fost folosite, de asemenea, lentile anamorfice care au permis filmarea a patru medici așezați la masă în linie într-un spațiu îngust. Muzica filmului a fost compusă de Masaro Satō. A fost primul film al lui Kurosawa care a folosit o coloană sonoră stereofonică cu 4 piste magnetice, ceea ce era la acea vreme un lux de care au avut parte doar puține filme japoneze. Durata filmului este de 185 de minute, inclusiv un antract muzical. Barbă Roșie este ultimul film alb-negru al lui Kurosawa. Lungimea peliculei este de 5.069 m.
Ca urmare a investiției mari și a prelungirii filmărilor, Kurosawa a încercat, în perioada postproducției, să-i îmblânzească pe conducătorii companiei Toho prin lansarea în producție a unui remake al filmului Sanshirō Sugata (1943-1945), debutul său regizoral, care avea scopul de a recupera o parte din cheltuielile ocazionate cu producerea filmului Barbă Roșie. Remake-ul, regizat de Seiichiro Uchigawa, un fost asistent al lui Kurosawa, i-a avut în distribuție, printre alții, pe Yūzō Kayama, Toshirō Mifune, Tsutomu Yamazaki și Takashi Shimura și a avut premiera la 29 mai 1965, la mai puțin de o lună de la premiera filmului Barbă Roșie. Regizorul Uchigawa a dovedit însă lipsă de imaginație și de dinamism, iar rezultatul a fost însă dezamăgitor și toți cei implicați în producerea filmului, inclusiv Kurosawa, s-au simțit jenați.

## Analiză critică

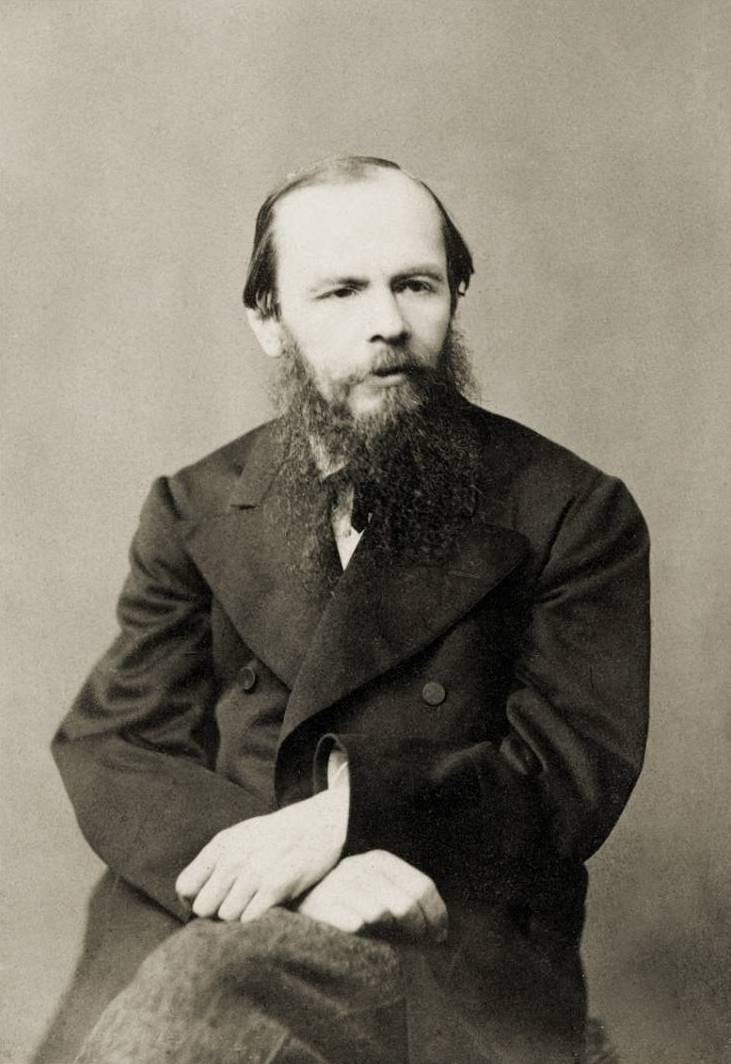
Feodor Dostoievski, scriitorul preferat al lui Kurosawa și sursa majoră de influență a operei sale.

Filmele realizate anterior de Kurosawa erau ancorate profund în lumea materială, susținea profesorul Stephen Prince, spre deosebire de filmele lui Ozu, Bresson și Dreyer, care erau caracterizate printr-un „stil transcendental”. Prezentând suferința și moartea, Barbă Roșie este un film spiritualist care încearcă să depășească limitele realității fizice și să pătrundă într-o lume a simțurilor care poate fi înțeleasă doar emoțional.
Criticii de film au observat că narațiunea este liberă și nu pare a avea o structură sistematizată. Sunt urmărite în paralel mai multe acțiuni și sunt explorate viețile mai multor personaje, spre deosebire de filmele asemănătoare producțiilor tipice hollywoodiene precum Cei șapte samurai în care acțiunea era orientată către un singur scop: înfrângerea bandiților. Stephen Prince respinge opinia că Barbă Roșie ar fi o „creație fără formă”, afirmând că filmul lui Kurosawa încearcă să scoată la suprafață adevăruri spirituale care nu pot fi prezentate în mod direct, ci sugerate, deoarece au un caracter intangibil.
Modul de redare cinematografică a experiențelor și relațiilor umane din Barbă Roșie este unul demodat sau, potrivit unor critici, chiar anacronic, deoarece Kurosawa apelează la sentimentalismul existent în romanele lui Dickens sau Dostoievski din secolul al XIX-lea și respinge în mod conștient experimentele cinematografice moderniste din anii 1960. Cineastul nu mai experimentează noi forme de exprimare cinematografică precum în Ikiru sau în Yojimbo, iar, din acest motiv, unii critici au descris filmul Barbă Roșie ca fiind o melodramă.
Un aspect central al filmului îl constituie relația maestru-elev stabilită între dr. Niide și tânărul Yasumoto, care conferă filmului un caracter didacticist. Nu este aceeași perspectivă didacticistă existentă în filmele realizate de Kurosawa în primii ani de după cel de-al Doilea Război Mondial, ci, după cum constată Keiko McDonald, o perspectivă estetică nouă. Cineastul se adresează publicului tânăr și îl propune tinerilor japonezi ai vremii sale pe Yasumoto ca un model de persoană responsabilă.
Evoluția profesională a tânărului Yamamoto are loc etapizat prin confruntarea cu boala, cu suferința și cu moartea. Au loc trei șocuri emoționale: întâlnirea cu nebuna care îl seduce și aproape îl ucide, asistarea la prima operație, efectuată în condiții primitive, când leșină atunci când vede sângele curgând din rana deschisă, și vegherea unui muribund în ultimele sale momente de viață, când aude horcăiturile finale ale omului care se sufocă. Yamamoto înțelege că durerea este mai mult decât răspunsul unui țesut deteriorat și că vindecarea este o acțiune complexă ce afectează atât corpul, cât și psihicul omului.
Filmul lui Kurosawa se concentrează preponderent asupra psihicului uman, cu limitările istorice ale timpului său. Femeia nebună care-i ucide pe bărbați cu un ac de păr, după ce fusese violată în mode repetat în copilărie, este un caz clinic cercetat în film. Din moment ce mai multe persoane suferiseră aceeași traumă, fără a căpăta instincte criminale, dr. Niide conchide că femeia se născuse cu această afecțiune pshică. Astfel, boala mentală este concepută în termeni metafizici ca un efect al factorilor ereditari și nu al factorilor sociali.
Cineastul stabilește prin imagini un contrast vizual între spațiul clinicii și spațiul exterior: spațiul clinicii este un loc protejat în care domnesc liniștea și compasiunea pentru cei aflați în suferință, în timp ce spațiul exterior este lovit de vânturi puternice, de ploi torențiale sau de cutremure și marcat de comportamentul violent al celor ce locuiesc acolo. Acest contrast este evidențiat cu ocazia incursiunilor medicilor în afara clinicii sau în flashback-urile cu amintirile lui Sahachi. Clinica pare un spațiu atemporal, în timp ce în exteriorul ei predomină istoria.

## Lansare
Barbă Roșie a fost lansat oficial în aprilie 1965 în Japonia, unde a fost distribuit de compania Toho. După o lansare limitată în câteva cinematografe la 3 aprilie 1965, a avut loc o lansare generală trei săptămâni mai târziu, la 24 aprilie 1965, într-o variantă cu sunet stereofonic Perspecta. Varianta difuzată cu ocazia lansării generale a inclus și scurtmetrajul documentar Kawaii Hironomiya-sama („Frumosul Hironomiya”, 25 min.) despre micul prinț Hironomiya Naruhito, nepotul împăratului Hirohito. Cele două filme au rulat împreună timp de câteva luni, iar Barbă Roșie a devenit filmul cu cele mai mari încasări în Japonia în anul 1965. Filmul lui Kurosawa a obținut Premiul cultural Asahi chiar înaintea premierei sale. La 2 februarie 1970 a avut loc o relansare a filmului în Japonia, ca parte a unui spectacol dublu ce includea și filmul Tronul însângerat al lui Kurosawa.
Criticii revistei Kinema Junpō au folosit cuvinte elogioase la adresa filmului: „Akira Kurosawa a reprezentat mereu adevărul și umanismul în filmele sale. Perfecționismul său răzbate în fiecare cadru. Munca sa este plină de pasiune și de entuziasm. Acesta este un film realizat de liderul industriei de film din Japonia, un om care o domină cu mare generozitate”.
Filmul a fost prezentat la 31 august 1965 la Festivalul Internațional de Film de la Veneția (Italia), la 17 septembrie 1965 la Festivalul de Film de la New York (SUA) și la 18 noiembrie 1965 la Festivalul de Film de la Londra (Marea Britanie). Lansarea oficială în Statele Unite ale Americii a avut loc la 11 ianuarie 1966, unde filmul a fost distribuit de Toho International Company, Ltd., cu subtitrare în limba engleză. Premiera filmului a avut loc la cinematograful Toho La Brea din Los Angeles, după sărbătorirea Anului Nou, dar publicul american s-a dovedit mult mai rezervat decât publicul japonez. Majoritatea criticilor americani, obișnuiți cu ritmul alert al unor filme ca Yojimbo, Sanjuro și High and Low, nu au fost atrași de ritmul lent și de stilul narativ cu mai multe viniete ale filmului Barbă Roșie, pe care l-au comparat cu serialele americane de televiziune cu subiecte medicale ca Ben Casey (1961-1966) și Dr. Kildare (1961-1966). Barbă Roșie a fost relansat în America în decembrie 1968 de către Frank Lee International, obținând de această dată o atenție națională. Criticii americani de la revistele Time, Variety și Motion Picture Herald au reluat aceleași comparații cu serialele de televiziune și au expus propriile obiecții față de lungimea filmului, dar au recunoscut totuși „bunul gust și flerul” lui Kurosawa în contopirea vinietelor cinematografice într-un ansamblu unitar.
În ciuda succesului filmului, compania de producție Toho nu și-a manifestat dorința de a mai finanța un film al lui Kurosawa până în 1979, când a acceptat să producă filmul Kagemusha ca urmare a asocierii companiei americane 20th Century Fox, la intervenția regizorilor George Lucas și Francis Ford Coppola.

## Sfârșitul colaborării cu Toshirō Mifune

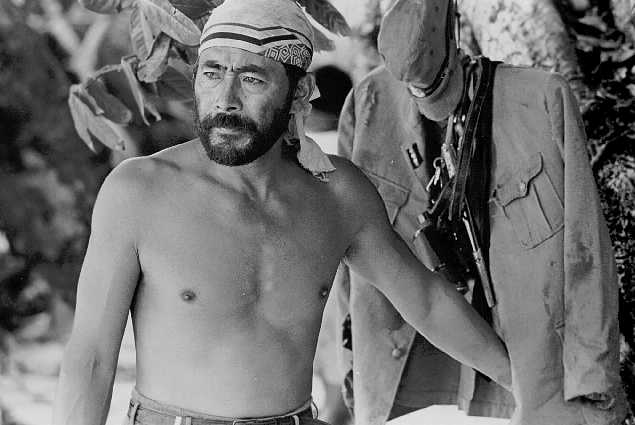
Toshirō Mifune cu barbă în filmul american Hell in the Pacific (1968).

Barbă Roșie este ultimul din cele 16 filme la care au colaborat Akira Kurosawa și Toshirō Mifune. Au fost lansate mai multe explicații cu privire la motivul rupturii dintre regizor și actorul său favorit. Kurosawa a fost întrebat de mai multe ori de reporteri mai ales în timpul conferințelor de presă susținute în străinătate dacă a existat un conflict între el și Mifune. Regizorul a răspuns invariabil că ei nu s-au certat, dar că Mifune nu mai dorea să colaboreze, în ciuda încercărilor sale de a-l convinge. Între cei doi nu avusese loc niciun conflict până atunci, iar Kurosawa nu s-a plâns niciodată de interpretarea actorului și nici nu i-a cerut niciodată să-și schimbe stilul de interpretare. Mai mult chiar, întrebat odată ce ar face fără Mifune, cineastul a răspuns simplu: „nu voi mai fi capabil să fac filme”.
Munca epuizantă pe care a realizat-o l-a determinat pe Mifune să-și ia un concediu după încheierea filmărilor la Barbă Roșie, iar actorul a călătorit la Honolulu și apoi la New York, unde a participat la premiera americană a filmului Samurai Assassin. Întrebat de reporteri cu puțin timp înainte de lansarea filmului Barbă Roșie cum i se pare munca sub îndrumarea lui Kurosawa, Mifune a răspuns: „minunată, dar migăloasă. El este atât de perfecționist încât va filma din nou o întreagă scenă dacă un singur bețigaș nu este la locul lui”. În cartea de eseuri Geisha, Gangster, Neighbor, Nun: Scenes from Japanese Lives (1987) criticul de film Donald Richie îl prezintă pe talentatul Mifune ca o victimă a insensibilului Kurosawa.
Potrivit unor istorici, au existat dezacorduri în ceea ce privește interpretarea rolului personajului principal: Kurosawa a dorit ca personajul să fie un medic înțelept, în timp ce Mifune a propus un personaj mai orientat spre acțiune, uneori violent. Teruyo Nogami, o veche colaboratoare a cineastului, a susținut că Hideo Oguni i-ar fi spus lui Kurosawa la petrecerea organizată după încheierea filmărilor că Mifune a înțeles greșit rolul jucat, iar această remarcă l-a mâhnit profund pe regizor. Barbă Roșie a fost probabil singurul film în care Kurosawa și-a manifestat nemulțumirea față de interpretarea lui Mifune, iar această nemulțumire, care nu a fost comunicată nimănui, l-a făcut să se îndepărteze de actorul său favorit.
Un alt motiv de tensiune l-a reprezentat prelungirea filmărilor pe parcursul a doi ani, deoarece actorul nu a putut să joace în alte filme și a fost obligat în tot acest timp să poarte barbă. După 17 ani de contract cu compania Toho, Mifune a decis să lucreze pe cont propriu și și-a investit banii în înființarea propriei companii de producție de film. Actorul avea mai multe proiecte în pregătire, care au rămas blocate până la încheierea filmului Barbă Roșie. Prelungirea filmărilor i-a cauzat probleme financiare lui Mifune, care primea același onorariu indiferent că filmările durau 50 zile (așa cum fuseseră programate) sau mai mult de un an și nici nu putea să apară în alte filme sau în reclame TV din cauza bărbii stufoase pe care o purta. Aflat în nevoie de bani, actorul a semnat un contract pentru o reclamă televizată la o companie de produse farmaceutice, dar Kurosawa nu i-a permis să-și dea jos barba pentru a apărea în acea filmare.
În ciuda divergențelor Mifune a continuat să-l respecte pe Kurosawa după cum o dovedește această afirmație făcută într-un interviu publicat la 11 aprilie 1965 în The New York Times: „În ceea ce mă privește Kurosawa este regizorul, deși există și mulți alții buni”. Întrebat de un reporter în 1990 cu privire la motivul pentru care nu a mai colaborat cu Kurosawa după Barbă Roșie actorul a răspuns că Toho l-a concediat pe Kurosawa, în timp ce el se mai afla încă sub contract cu compania. Cu toate acestea, Mifune a părut plictisit de ideea apariției sale într-un ultim film al lui Kurosawa.
Mulți ani mai târziu, într-un interviu realizat după încheierea filmărilor la Madadayo (1993), Kurosawa afirma că Mifune a realizat cea mai bună interpretare a carierei sale în Barbă Roșie. „Toshirō Mifune este un mare actor. El mi-a oferit cea mai bună interpretare în filmul Barbă Roșie, când era la apogeul său. Suntem încă foarte buni prieteni și, deși nu l-am folosit recent, am un mare respect pentru el”, afirma regizorul.

## Recepție

### Aprecieri critice

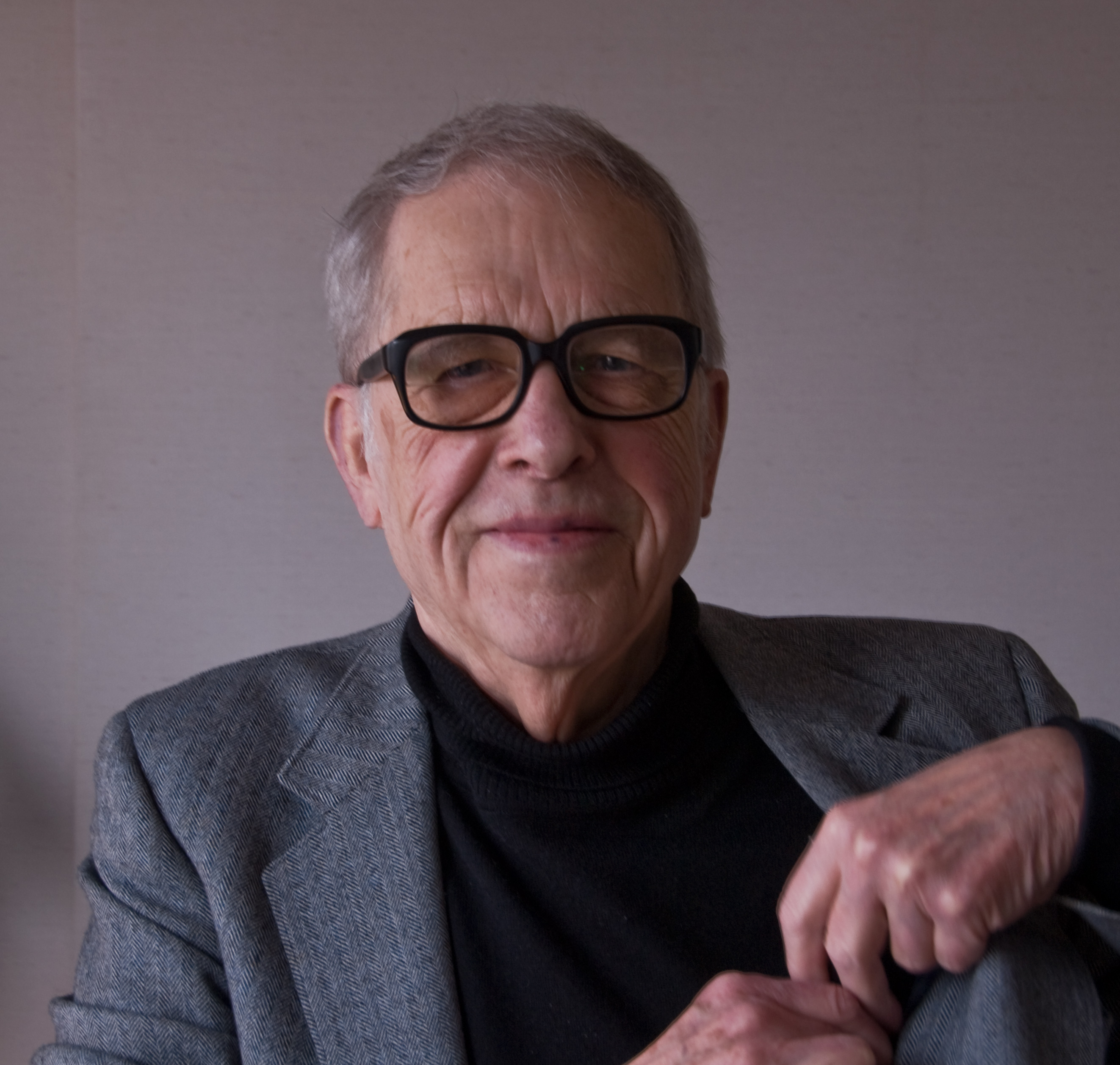
Niponologul Donald Richie, autorul lucrării de referință The Films of Akira Kurosawa, apărută în 1965.

Unul dintre primii critici care au recunoscut valoarea filmului a fost Kevin Thomas de la Los Angeles Times, care a scris următoarele în cronica sa din 14 ianuarie 1966: „Măreția lui Barbă Roșie este ceva mai mult decât suma părților sale componente. Este un film pe care nu trebuie doar să-l vezi, ci trebuie, de asemenea, să-l simți... [Subiectul] pare fad și sentimental și s-ar fi putut transforma într-o telenovelă în mâinile unui regizor mai puțin priceput. Dar Kurosawa are abilitatea de a face din acest material o afirmare puternică a vieții în fața unei existențe atât de brutale și de nemiloase care pare adesea de neînțeles. El se apropie aici, prin urmare, de spiritul lui Dostoievski, scriitorul său favorit... Este un film cu o frumusețe uluitoare, un impact emoțional extraordinar și o semnificație profundă. El este încă o altă capodoperă... de la unul dintre cei mai mari regizori din toate timpurile”.
Niponologul Donald Richie a asemănat acest film cu scrierile umaniste ale lui Charles Dickens și Albert Camus și a scris în cartea The Films of Akira Kurosawa că Barbă Roșie este „în același timp compătimitor și dur”, ducându-și spectatorii dincolo de limitele infernului cotidian. Profesoara Keiko McDonald, care a predat cultura japoneză la Universitatea din Pittsburgh, a afirmat că Barbă Roșie ar fi „cel mai umanist” dintre filmele lui Kurosawa, în timp ce un alt critic american, Roger Ebert, care a acordat filmului patru stele din patru într-o recenzie publicată la 26 decembrie 1969 în Chicago Sun-Times, a susținut că Barbă Roșie este „un film mare și emoționant, [...] asamblat cu complexitatea și profunzimea unui roman bun din secolul al XIX-lea”, în care Kurosawa a încercat, la fel ca în Ikiru (1952), să scoată în evidență valorile umane perene. O opinie similară a formulat-o criticul Michael Sragow de la revista The New Yorker, care a scris: „Acest film din 1965, ultima colaborare a lui Akira Kurosawa cu Toshirō Mifune, este adesea ridiculizată ca fiind o telenovelă. Dar povestea unui doctor cărunt din secolul al XIX-lea, poreclit Barbă Roșie (Mifune), și a necoptului său medic ajutor (Yūzō Kayama), care învață de la el valorile medicale umane - este de fapt o capodoperă.”
Criticii de film au lăudat interpretările celor doi protagoniști, evidențiind că filmul pune accentul nu atât pe înțelepciunea dr. Barbă Roșie, cât mai ales pe transformarea sufletească a tânărului medic Yasumoto de la egoismul pe care-l manifesta inițial către înțelegerea menirii sale de medic. Astfel, sub influența lui „Barbă Roșie”, Yasumoto înțelege că medicul are menirea să-i vindece pe bolnavi și nu să trateze indigestiile și constipațiile aristocraților pentru a se îmbogăți. Stuart Galbraith IV considera că interpretarea lui Mifune a reușit să exprime înțelepciunea profundă a personajului cu un dialog redus la minimum, iar prezența nevăzută a personajului este simțită permanent. Filmul nu încearcă să creeze o imagine hagiografică a lui Barbă Roșie, ci prezintă lupta personajului împotriva răului cu toate mijloacele de care dispune, făcând uneori chiar și fapte rele pentru a-și atinge scopul dorit, scria Donald Richie. Potrivit profesorului Stephen Prince, Kurosawa prezintă aici, la fel ca și în celelalte filme ale sale, o societate coruptă de urmărirea unei poziții sau a unei situații financiare superioare.
Interpretarea lui Kayama a fost considerată a fi foarte bună, superioară interpretării sale din filmele altor regizori. Kayama, care se gândise până atunci să renunțe la actorie, a fost atât de absorbit de rolul său încât a decis să depună un maxim de efort pentru a-și îndeplini sarcina până la capăt. Prin subestimarea intenționată a rolurilor celorlalți doi medici interni (devotatul Handayu Mori, mereu epuizat, și Genzo Tsugawa, disperat de sărăcia și mizeria din spital), bine interpretați de Yoshio Tsuchiya și Tatsuyoshi Ehara, Kurosawa dorește să scoată mai bine în evidență conflictul sufletesc al lui Yasumoto. În opinia lui Stuart Galbraith IV, toate interpretările din film sunt excelente, inclusiv cele ale actorilor copii Terumi Niki și Yoshitaka Zushi.
În ciuda premiilor obținute de film au existat și opinii mai puțin favorabile precum cea a criticului și istoricului de film american Joan Mellen (autoarea capitolelor despre filmele Dodes'ka-den și Vânătorul din taiga din ediția actualizată a cărții The Films of Akira Kurosawa (ed. I, 1965; ediție revăzută, 1984) a lui Donald Richie) care a scris că „semințele declinului lui Kurosawa erau deja vizibile în Barbă Roșie” ca urmare a didacticismului poveștii și a perceperii absenței unui conflict. Explicația apariției acestui tip de opinii îl constituie, potrivit lui Stuart Galbraith IV, conservatorismul criticilor care nu erau pregătiți să asiste la transformarea personajului interpretat de Mifune într-un mentor (sensei).
În concluzie, Barbă Roșie este considerat unul dintre cele mai bune filme ale lui Kurosawa și, în același timp, o capodoperă a cinematografiei, care, potrivit lui Stuart Galbraith IV, „atinge profund o coardă personală [a sufletului japonez - n.n.] ce continuă să rezoneze”. Criticul român Călin Căliman includea Barbă Roșie, alături de Rashomon, Cei șapte samurai și Tronul însângerat, printre filmele care au înscris numele regizorului Akira Kurosawa în „fondul de aur al cinematografului mondial”. Barbă Roșie este considerat a fi un punct de referință în cariera cinematografică a lui Kurosawa, marcând, după cum i-a mărturisit cineastul în 1991 scriitorului columbian Gabriel García Márquez, sfârșitul unei etape și începutul unei alte etape. Opinia cineastului este împărtășită de majoritatea criticilor de film, inclusiv de Joan Mellen.
Enciclopedia cinematografică germană Lexikon des internationalen Films descrie astfel acest film: „În 1820 un medic ambițios a ajuns pe post de asistent într-un spital pentru oamenii simpli. La început plin de aroganță față de mediul său, el dobândește o înțelegere diferită a profesiei sale prin exemplul oferit de profesorul său „Barbă Roșie”, precum și prin confruntarea cu destinele diferite ale pacienților: nu propria carieră, ci serviciul în slujba semenilor săi devine mai important pentru el. O melodramă profund emoționantă în care Kurosawa face o pledoarie impresionantă pentru toleranță și caritate în imagini alb-negru compuse cu strictețe.”. Barbă Roșie are în prezent un rating de aprobare de 75% pe site-ul agregatorului de recenzii Rotten Tomatoes, pe baza a 16 recenzii (12 pozitive, 4 negative), cu o medie ponderată de 7,50/10. Nu există încă un consens critic cu privire la film.

### Premii și nominalizări
Barbă Roșie a fost primit pozitiv de critici și a obținut câteva premii prestigioase: premiul Office Catholique International du Cinèma (OCIC) și Cupa Volpi pentru cel mai bun actor (Toshirō Mifune) la Festivalul Internațional de Film de la Veneția din 1965, premiul Uniunii Cineaștilor Sovietici la Festivalul Internațional de Film de la Moscova, premiul Kinema Junpō pentru cel mai bun film, premiul Kinema Junpō pentru cel mai bun regizor (Akira Kurosawa), premiul Mainichi pentru cel mai bun film, premiul Panglica Albastră pentru cel mai bun film, premiul Panglica Albastră pentru cel mai bun actor (Toshirō Mifune), premiul Panglica Albastră pentru cea mai bună actriță în rol secundar (Terumi Niki), premiul Tokyo Roei Million Pearl și premiul pentru cel mai bun film al televiziunii NHK. Filmul lui Kurosawa a fost nominalizat, de asemenea, la Globul de Aur pentru cel mai bun film străin, dar premiul a fost acordat filmului Giulietta degli spiriti al lui Federico Fellini.
| Premiu                                         | Data ceremoniei               | Categorie                                                   | Laureat/laureați | Rezultat     | Note                 |
| ---------------------------------------------- | ----------------------------- | ----------------------------------------------------------- | ---------------- | ------------ | -------------------- |
| Festivalul Internațional de Film de la Veneția | 24 august - 6 septembrie 1965 | Leul de Argint                                              | Akira Kurosawa   | Nominalizare | [ 9 ] [ 25 ] [ 137 ] |
| Festivalul Internațional de Film de la Veneția | 24 august - 6 septembrie 1965 | Cupa Volpi pentru cel mai bun actor                         | Toshirō Mifune   | Câștigat     | [ 9 ] [ 25 ] [ 137 ] |
| Festivalul Internațional de Film de la Veneția | 24 august - 6 septembrie 1965 | Premiul San Giorgio                                         | Akira Kurosawa   | Câștigat     | [ 9 ] [ 25 ] [ 137 ] |
| Festivalul Internațional de Film de la Veneția | 24 august - 6 septembrie 1965 | Premiul Office Catholique International du Cinèma (OCIC)    | Akira Kurosawa   | Câștigat     | [ 9 ] [ 25 ] [ 137 ] |
| Premiile Globul de Aur                         | 28 februarie 1966             | cel mai bun film într-o limbă străină                       | Akira Kurosawa   | Nominalizare | [ 136 ]              |
| Premiile Kinema Junpō                          | 1966                          | cel mai bun film                                            | Akira Kurosawa   | Câștigat     | [ 9 ] [ 25 ] [ 138 ] |
| Premiile Kinema Junpō                          | 1966                          | cel mai bun regizor                                         | Akira Kurosawa   | Câștigat     | [ 9 ] [ 25 ] [ 138 ] |
| Premiile Mainichi                              | 1966                          | cel mai bun film                                            | Akira Kurosawa   | Câștigat     | [ 9 ] [ 25 ] [ 139 ] |
| Premiile Panglica Albastră                     | 1966                          | cel mai bun film                                            | Akira Kurosawa   | Câștigat     | [ 140 ]              |
| Premiile Panglica Albastră                     | 1966                          | cel mai bun actor                                           | Toshirō Mifune   | Câștigat     | [ 140 ]              |
| Premiile Panglica Albastră                     | 1966                          | cea mai bună actriță în rol secundar                        | Terumi Niki      | Câștigat     | [ 140 ]              |
| Festivalul de Film de la Mar Del Plata         | 16 martie 1968                | Premiul Fotogramas de Plata pentru cel mai bun actor străin | Toshirō Mifune   | Câștigat     | [ 141 ]              |